# کتائب فاروق
کتائب فاروق یکی از گروه‌های درگیر در جنگ داخلی سوریه است. نفرات آنان عمدتاً شامل اهل سنت هستند. البته مسیحیان و شمار اندکی از علویان نیز در بین آنها وجود دارند. آنها در حمص با ارتش سوریه به نبرد می‌پردازند. شمار آنان بین ۷ تا ۱۰ هزار نفر می‌باشد.